# Valenciennea
A Valenciennea a csontos halak (Osteichthyes) főosztályának a sugarasúszójú halak (Actinopterygii) osztályába, ezen belül a sügéralakúak (Perciformes) rendjébe, a gébfélék (Gobiidae) családjába és a Gobiinae alcsaládjába tartozó nem.

## Rendszerezés
A nembe az alábbi 15 faj tartozik:
- Valenciennea alleni Hoese & Larson, 1994
- Valenciennea bella Hoese & Larson, 1994
- Valenciennea decora Hoese & Larson, 1994
- Valenciennea helsdingenii (Bleeker, 1858)
- Valenciennea immaculata (Ni, 1981)
- Valenciennea limicola Hoese & Larson, 1994
- Valenciennea longipinnis (Lay & Bennett, 1839)
- Valenciennea muralis (Valenciennes, 1837)
- Valenciennea parva Hoese & Larson, 1994
- Valenciennea persica Hoese & Larson, 1994
- Valenciennea puellaris (Tomiyama, 1956)
- Valenciennea randalli Hoese & Larson, 1994
- Valenciennea sexguttata (Valenciennes, 1837)
- Valenciennea strigata (Broussonet, 1782) - típusfaj
- Valenciennea wardii (Playfair, 1867)